# Droits et devoirs des consommateurs
 (mai 2013).
Si vous disposez d'ouvrages ou d'articles de référence ou si vous connaissez des sites web de qualité traitant du thème abordé ici, merci de compléter l'article en donnant les références utiles à sa vérifiabilité et en les liant à la section « Notes et références ».
Les consommateurs du monde entier ont des droits, mais aussi des devoirs. La reconnaissance de ces droits s'est réalisée dans les années 1960 grâce à Consumers International, ancienne Organisation Internationale des Unions de consommateurs.
En 1983, Consumers International édicte que le 15 mars sera désormais la Journée internationale des consommateurs, en mémoire du discours historique du 15 mars 1962 de John F. Kennedy. Devant le congrès, le président américain fut le premier à proclamer les droits fondamentaux de consommatrices et consommateurs.

## Droits des consommateurs
Droit à la sécuritéIl protège le consommateur contre tout produit, processus de production ou service pouvant menacer sa vie, sa santé ou son équilibre financier.
Droit à l’informationLe consommateur doit pouvoir disposer des éléments qui lui permettent de faire un choix en connaissance de cause et être protégé de toute information trompeuse ou biaisée.
Droit au choixIl donne accès au consommateur à une variété de produits et services correspondant à ses besoins et à des prix compétitifs. Lorsque la concurrence ne joue pas, ce droit lui garantit une qualité satisfaisante à des prix justes.
Droit d'être entenduCe droit permet au consommateur d’être représenté aux niveaux où se prennent les décisions, afin que ses intérêts soient pris en considération.
Droit à l’éducationC'est la possibilité pour le consommateur d’acquérir les connaissances et les techniques lui permettant d’être un consommateur averti.
Droit à la réparation des tortsIl garantit au consommateur un règlement équitable de ses problèmes, impliquant la réparation des dommages subis et au besoin une aide judiciaire gratuite ou tout autre système adapté à des petits litiges.
Droit à un environnement sainL’environnement physique doit être sauvegardé en favorisant la qualité de la vie pour les générations présentes et futures.
Droit à la satisfaction des besoins de baseAujourd’hui, ce droit peut être considéré comme acquis dans les pays développés. Mais ailleurs il est encore une utopie. Accès à l’eau potable, à un logement, ainsi que l'accès aux soins : tout ceci semble aller de soi dans les pays riches, mais reste à faire dans les pays émergents.

## Devoirs des consommateurs
Les droits énoncés ci-dessus impliquent des devoirs et des responsabilités pour le consommateur. Il est important que celui-ci soit:
Avertiprêt à s’informer pour mieux connaître les biens et services qu'il utilise.
Actifdécidé à se défendre lorsque sa cause est honnête et juste.
Socialement responsableconscient de l’influence que son comportement peut avoir sur la population, en particulier à l'égard des personnes les plus défavorisées tant sur le plan local que national ou international.
Écologiquement responsablesensible aux effets que sa consommation peut avoir sur l’environnement, en veillant notamment au gaspillage des ressources naturelles et à la pollution.
Solidaireconvaincu que c'est dans l'union avec d'autres consommateurs qu'il aura la force et l'influence de promouvoir les intérêts de tous.